# Сима, Мирон
Мирон Сима (1902—1999) — израильский живописец и график, родился в Проскурове Подольской губернии (теперь г. Хмельницкий, Украина).

## Биография
Воспитывался в кругу семьи в сионистском духе. В 1919 г. пережил в Проскурове петлюровский погром, был в числе организаторов еврейской самообороны. В 1920 г. поступил в Одесское художественное училище, учился у К. Костанди.
В 1922 году отправляется в Дрезден, чтобы продолжить учёбу. Семь лет Сима учился и одновременно работал в Дрезденской Академии изобразительных искусств у знаменитого немецкого художника и графика, яркого представителя авангардизма и Экспрессионизма Отто Дикса.
Дикс учил Сима графическому искусству, технике живописи и оказал большое влияние на молодого художника.
Сима создал серию гравюр на дереве «Крик» (1924); в этой уже вполне профессиональной работе отразились воспоминания о погроме. Художник примкнул к направлению «новой вещественности», представители которого с заостренной экспрессией изображали тяготы жизни «маленького человека», и создал ряд характерных картин («Кафе Кёниг», 1927; «Темный переулок», 1929; «Мать с ребёнком», 1931; «Похороны расстрелянного рабочего», 1933).
В 1930 г. завершил обучение и остался жить в Дрездене. Работы Сима с 1930 г. стали широко выставляются по всей Германии, и уже в 1932 году он был удостоен престижной премии искусств Дрездена .
С приходом к власти в Германии Гитлера он стал последним евреем, получившим такую награду.
Художник принимал активное участие в политической деятельности левой интеллигенции Германии. Поэтому в 1933 году Мирон Сима был выслан нацистскими властями в Палестину, где поселяется с 1938 г. в Тель-Авиве, работая как театральный художник и зарабатывая на жизнь проектированием театральных декораций. Через пять лет он переселился в Иерусалиме, где ведет арт-классы.
В годы Второй мировой войны Сима активно сотрудничал с общественным комитетом по оказанию помощи СССР в его борьбе против фашизма, впоследствии известном как «Лига Ви» .
В эти же годы он принимает участие в создании художественной школы при Хистадруте — профсоюзной организация Израиля . В 1947 г. Сима жил в Париже, но вернулся в Израиль и участвовал в войне за его независимость. В 1949 году совместно с другими деятелями искусств Сима — основывает в Иерусалиме Дом художника и в числе первых принямает участие в проведении художественных выставок в его стенах. В 1952—1954 гг. Сима проживал в США, где проходили его выставки. В 1958 г. выставлялся на Биеннале в Венеции. В 1962-63 гг., впервые после высылки, посетил Германию, где встречался со своим другом и учителем О. Диксом.
В последующие годы он был дважды был удостоен премии Дизенгофа в области изобразительного искусства и медали на Венецианском биеннале (1963).

## Творчество
Мирон Сима был одним из немногих художников, которые интенсивно занимались темой беженцев и иммигрантов. Сима начал работать над темой беженцев в 1938 году, сначала с фигурами людей в более реалистическом стиле. Позже он ориентировался не только на отдельных лиц, но также по группы людей, в контексте повествования — это были лодки в море, фигуры в различных состояниях интроверсии, вялости и отчаяния. В 1960-х гг. живописный стиль Симы начал меняться — на смену конкретным образам пришла абстракция, цвет стал более гармоничным, палитра посветлела («Рефлексы», 1962-63; «Хамсин», около 1964 г.; «Старческие воспоминания молодого художника», 1989).
Сима в совершенстве владеет техникой литографии (серии «Восточное путешествие», 1925, издана в 1926 г.; «Актриса Ханна Ровина в пьесе „Диббук“», 1939) и торцовой гравюры на дереве (серия «Старый Бостон», 1953). Сима разработал новую графическую технику, названную им «коллажная печать», при которой для печатной формы используется не только дерево, но и ткани, металлическая сетка, органические материалы, что придает отпечатку разнообразную фактуру («Уголок в Акко», 1955; «Медея», 1956; «Невеста», 1970).
В 1947 году он создал серию работ и выбрал название «Беженцы» для своей выставки, которая была показана в Бецалель Национальном музее в Иерусалиме в 1950 году.
Мирон Сима был избран действительным членом Академии художеств Цюриха и Флоренции.
С 1955 по 1977 годы Сима пишет ряд блестящих работ, экспериментируя с цветом, что приводит к его международному признанию по всей Европе.
«Beggars Sleeping Outdoors» — одно из самых значительных и впечатляющих произведений искусства в этой области.
Умер М. Сима в Иерусалиме (Израиль) в 1999 году.
Значительная коллекция его работ находится в художественном музее Эйн Харод (Ein Harod Museum of Art). Основные ретроспективы работ М. Сима были проведены в Израиле в 2000 и 2001 годах.

## Ссылка
- Sima, Miron (1902—1999)
- The Museum of Art Ein Harod
- Сима Мирон — статья из Электронной еврейской энциклопедии